# Provincia Central (Zambia)
La provincia Central es una de las diez provincias de Zambia. La capital provincial es Kabwe. La población de la provincia en 2010 era de 1 307 111 habitantes.

## Parques nacionales y áreas silvestres
- Parque nacional Kafue, el más grande del país.
- Parque nacional Laguna Azul y la parte septentrional del parque nacional Kafue.
- En el extremo este de la provincia llega al parque nacional Luangwa del Sur, pero su acceso es por la provincia Oriental.
- Valles de los ríos Lunsemfwa y Lukusashi.
- Pantano Lukanga y la Lunga-Luswishi GMA.

## Distritos
Provincia Central se divide en 11 distritos (2022):
- Chibombo
- Chisamba
- Chitambo
- Kabwe
- Kapiri Mposhi
- Luano
- Mkushi
- Mumbwa
- Ngabwe
- Serenje
- Shibuyunji

## Ministros
- Webby Kamwendo
- Sydney Chisanga
- Esther Banda
- Mary Fulanu